# География на Панама
Панама е държава, заемаща най-тясната част на Централна Америка (Панамския провлак, с ширина от 48 до 200 km) и крайната северозападна част на Южна Америка, разположена между Тихия океан на юг и Карибско море на север. Площта ѝ възлиза на 74 177 km², а населението на страната към 1 януари 2020 г. е 4 253 000 души. Столица е град Панама. На запад Панама граничи с Коста Рика (дължина на границата 365 km), а на изток – с Колумбия (263 km). Общата дължина на сухоземните граници (в т.ч. речни) е 628 km. На юг Панама се мие от водите на Тихия океан с дължина на бреговата ивица 1697 km, като тук брегът е силно разчленен, с големите заливи Чирики, Монтихо, Панамски с вторичните заливи Парита и Сан Мигел и големия полуостров Асуеро. В Панамския залив а разположени Бисерните острови, а западно от полуостров Асуеро – островите Койба, Себако, Хикарон, Монтуоса и др. На север бреговете на страната се мият от водите на Карибско море и дължина на бреговата линия 1160 km. Тук бреговете са предимно ниски, абразионни и абразионно-акумулативни. Тук в близост до брега е разположен гирлянд от коралови островчета – архипелага Мулатас. На запад бреговете са лагунни – залива Москитос и езерото лагуна Чирики.
Крайни точки:
- крайна северна точка – континентална 9°38′03″ с. ш. 79°32′23″ з. д. / 9.634167° с. ш. 79.539722° з. д., нос Мансанильо, на брега на Карибско море; островна 9°38′51″ с. ш. 79°37′42″ з. д. / 9.6475° с. ш. 79.628333° з. д., скала (риф) в Карибско море.
- крайна южна точка – 7°12′12″ с. ш. 80°48′00″ з. д. / 7.203333° с. ш. 80.8° з. д., нос Марято, на брега на Тихия океан (най-южната точка на Северна Америка).
- крайна западна точка – 8°19′59″ с. ш. 83°03′08″ з. д. / 8.333056° с. ш. 83.052222° з. д., на границата с Коста Рика.
- крайна източна точка – 7°55′54″ с. ш. 77°09′31″ з. д. / 7.931667° с. ш. 77.158611° з. д., на границата с Колумбия.

## Релеф
През цялата територия на Панама се простират планински хребети: на запад Кордилера де Верагуа с максимална височина действащия вулкан Бару (3475 m), на североизток, покрай брега на Карибско море – Кордилера де Сан Блас (920 m) и Серания дел Дариен (2280 m), а на юг от тях – Махе (2621 m), Серания дел Сапо (1300 m) и Пире (1615 m). Низините заемат около половината от територията на страната и са разположени в междупланински падини и в отделни участъци от крайбрежието. Панама е попада в силно сеизмична зона и често явление са земетресенията.

## Климат, води, почви, растителност, животински свят
Климатът на Панама е субекваториален, горещ и влажен. Средните месечни температури са 25 – 28°С. Валежите по северните склонове на планините и на изток падат равномерно през годината и тяхната сума е от 2500 до 3700 mm/m², а на подветрените югозападни – до 2000 mm/m² и падат предимно през лятото. Речната мрежа на страната е много гъста. Болшинството от реките протичат в дълбоки дефилета и тесни долини. Нивото им рязко се колебае през годината, не са пригодни за корабоплаване, но се явяват ценен източник на електроенергия. Най-големите реки са: Чукунаке (231 km), Туира (230 km), Баяно (Чепо, 206 km), Чагрес (190 km). Водите на последната подхранват шлюзовете на Панамския канал и се използват като част от неговото трасе.
Северните склонове на планините и източните части на страната са покрити с гъсти вечнозелени гори – хилеи, развити върху червено-жълти латеритни почви. На югозапад почвите са предимно кафеникаво-червени и са покрити със сухи савани. Панама обитават широконоси маймуни, пекари, тапири, мравояди и други характерни представители на Неотропичната област. Има много видове птици, влечуги и насекоми.